# Havelbus Verkehrsgesellschaft
La Havelbus Verkehrsgesellschaft mbH è la più grande azienda di trasporto pubblico del Brandeburgo, in Germania.
Con circa 195 autisti e 95 autobus, trasporta ogni anno circa 7 Milioni di passeggeri.

## Veicoli
Nel 2006 la Havelbus è stata la prima azienda di trasporto pubblico del Brandeburgo ad ordinare nuovi autobus dalla società polacca Solaris. Oltre ad alcuni Solaris Urbino 18 e due Solaris Alpino 8,9, la Havelbus possiede vari Mercedes Benz O530 Citaro ("solobus" a 2 o 3 porte) , Citaro G (Autosnodato), e Citaro L (autobus a 3 assi), molto raro invece è il Citaro K (autobus da 10 metri); la Havelbus possiede ancora alcuni Mercedes Benz O405N. Altri autobus posseduti dalla Havelbus sono alcuni MAN e Setra.Tutti e 95 autobus della Havelbus sono senza barriere architettoniche, tranne alcune eccezioni, per esempio i Setra della serie 400, non accessibili agli utenti in sedia a rotelle.
Tutti gli autobus della Havelbus hanno l'aria condizionata preinstallata.

## Linee
La Havelbus gestisce solo linee diurne, in totale sono 43.

## Curiosità
Il 2 luglio 2012, in occasione del 20º Anniversario dalla fondazione della Havelbus, ogni passeggero che in quel giorno ha usufruito di una delle linee della società, appena salito sul mezzo, ha ricevuto un regalo.